# マルタ島のユダヤ人
『マルタ島のユダヤ人』（マルタとうのユダヤじん、The Jew of Malta）は、クリストファー・マーロウの悲劇である。1590年頃に初演され、1633年に出版された。
財産を没収された富裕なユダヤ教徒・バラバス(Barabas)が復讐を誓い、娘の恋人を含む多数を殺害する。さらにオスマン帝国に内通してマルタ島総督になるが、宴席でトルコの司令官を謀殺しようとして見破られ、自ら仕掛けた罠に陥って死ぬ、という内容の作品である。